# Monecphora fossor
Monecphora fossor är en insektsart som beskrevs av Victor Lallemand 1938. Monecphora fossor ingår i släktet Monecphora och familjen spottstritar. Inga underarter finns listade i Catalogue of Life.